# Tocino de cielo
Il tocino de cielo (letteralmente lardo del cielo) è un dessert elaborato a base di tuorlo d'uovo caramellato e zucchero, compatto e di colore giallo brillante. La tradizione colloca la sua origine nel comune spagnolo di Jerez de la Frontera oltre 500 anni fa, esattamente nel 1324.
Il dolce è tipico dell'Andalusia, in particolar modo a Jerez de la Frontera, Cadice, Villoldo e nelle Asturie dove è noto come Tocinillo de Cielo de Grado.

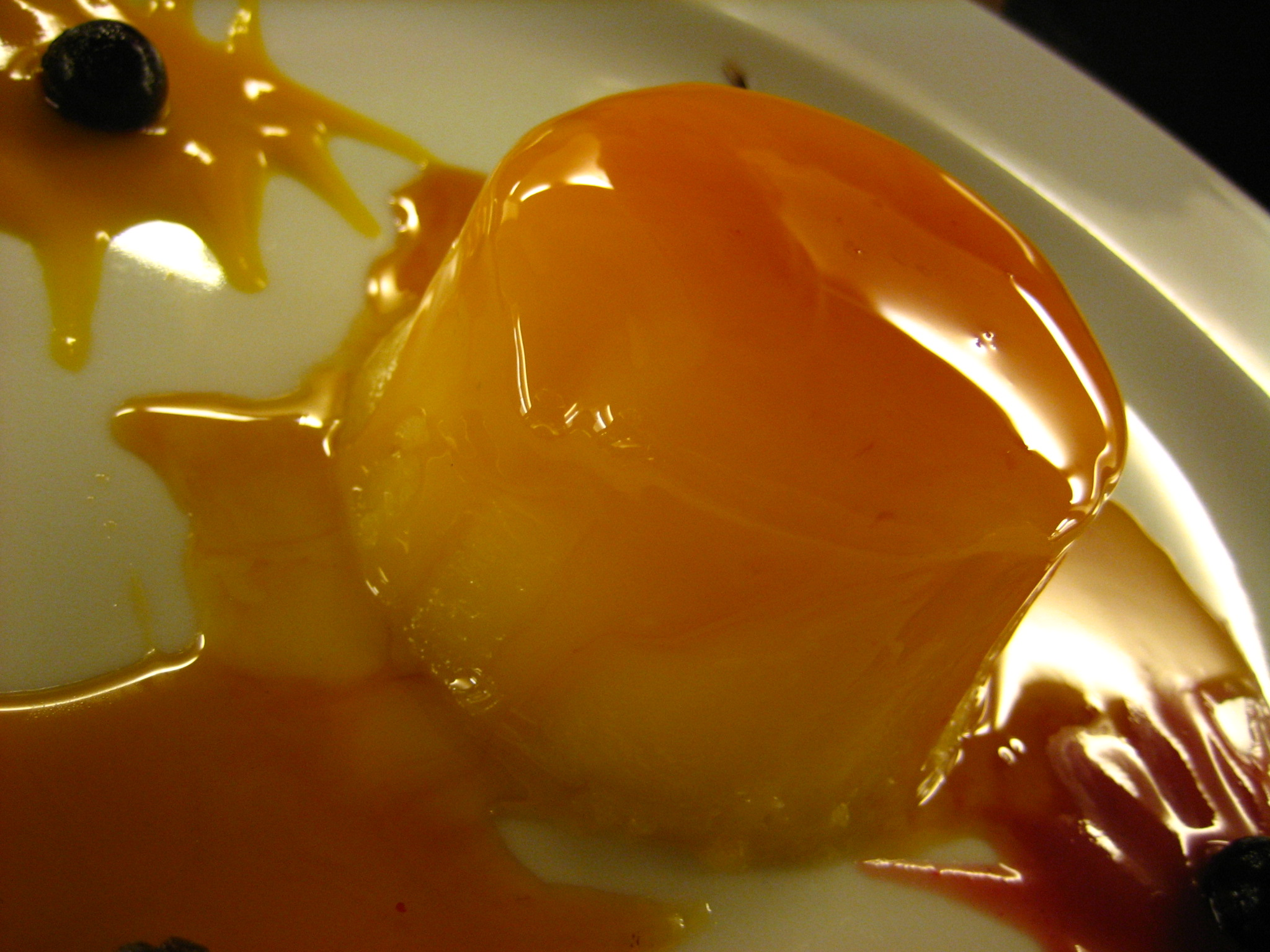
Tocinillo de cielo

## Storia
Le prime notizie del dessert risalgono all'anno 1324, quando è stato creato dalle suore del convento dello Spirito Santo di Jerez de la Frontera. La sua origine è legata alla elaborazione del vino della zona e all'uso massiccio di albumi d'uovo per la chiarificazione del vino. Ciò che avanzava, ovvero i tuorli, veniva dato al monastero, che, al fine di riutilizzarli, ideò il tocino de cielo. Il nome è legato al suo aspetto, alla sua consistenza e alla sua origine "religiosa".
Durante gli anni di carestia del Novecento era comune anche per la popolazione umile usare le chiare d'uovo per fare le caramelle per i più piccoli, e i tuorli rimanenti erano usati per fare il tocino de cielo.

## Ricetta
Per preparare questo dolce spagnolo servono tuorli d'uovo, zucchero e acqua.
Il procedimento consiste nel fare uno sciroppo con acqua e zucchero e, quando è freddo, aggiungere i tuorli battendoli. La miscela viene quindi posta in un contenitore caramellato e riscaldata, per poi esser servita fredda.